# Мазепа Богдан Іванович
Богдан Іванович Мазепа (нар. 17 травня 1928 — пом. 25 листопада 1978) — український поет, журналіст. Член Об'єднання українських письменників «Слово», НТШ ім. Шевченка, Українського мистецького клубу в Едмонтоні.

## Життєпис
Народився 17 травня 1928 р. на хуторі Веснівка поблизу с. Денисів на Тернопільщині. У селі закінчив семирічну та сільськогосподарську школи. У кінці Другої світової війни, з відступом німецького фронту, він разом з матір'ю подався на Захід. У Німеччині 1948 року Богдан Мазепа закінчив учительську семінарію. До Канади прибув у 1948 р. й оселився в Едмонтоні. Вищу освіту здобув в Альбертському університеті. Працював кореспондентом канадського радіо при програмі «Голос України» (1966—1971). Збірка «Зоряна даль» вийшла в Едмонтоні у 1956 р. У 1967—1971 рр. він виконував функції голови літературно-мистецького клубу, був членом ОУП «Слово» та в 1972—1974 рр. був його скарбником. У 1977 р. з'явилась наступна збірка поета під назвою «Полум'яні акорди». Чудовий ритм звучання в поезії Богдана Мазепи запримітили українсько-канадські композитори, такі як: Б. Веселовський, І. Соневицький, С. Яременко, які на його вірші написали свої музичні твори. Помер Богдан Іванович Мазепа 25 листопада 1978 р. в Едмонтоні.

## Творчість
Автор поетичних збірок «Зоряна даль» (1956), «Полум'яні акорди» (1976), «Україні», «Чи пригадуєш ніч».
- Мазепа Б. Зоряна даль: Лірика. — Канада; Едмонтон, 1956. — 62 с.
- Мазепа Б. Полум'яні акорди: Лірика. — Канада; Едмонтон, 1976. — 62 с.
- Мазепа Б. Полум'яні акорди: Лірика. — Т., 1998. — 43 с.: фотогр.
- Мазепа Б. Вірші // Слово. Збірник 5. — Едмонтон: ОУП «Слово», 1973. — С. 35-36.
- Мазепа Б. Вірші // Слово. Збірник 7. — Едмонтон, 1978. — С. 35-37.
- Мазепа Б. Вірші // Хрестоматія з української літератури в Канаді. — Едмонтон, 2000. — С. 45-46.